# 和歌山県道210号田辺港線
和歌山県道210号田辺港線（わかやまけんどう210ごう たなべこうせん）は、和歌山県田辺市を通る一般県道である。

## 概要
田辺市上屋敷3丁目から田辺市明洋1丁目に至る。

### 路線データ
- 起点：和歌山県田辺市上屋敷3丁目（上屋敷町交差点、田辺港）
- 終点：和歌山県田辺市明洋1丁目（明洋交差点、国道424号交点）
- 実延長：1.826 km

## 歴史
本路線は、道路法（昭和27年法律第180号）第7条の規定に基づき、一般県道として1959年（昭和34年）に和歌山県が第1次認定した路線のひとつである。

### 年表
- 1959年（昭和34年）5月14日 - 和歌山県が一般県道として田辺港線を認定[1]。

## 路線状況

### 道路施設

#### 橋梁
- 会津橋（会津川、田辺市）

## 地理

### 通過する自治体
- 和歌山県
  - 田辺市

### 交差する道路
| 交差する道路 | 交差する場所 | 交差する場所      |
| ------------ | ------------ | ----------------- |
| 国道424号    | 明洋1丁目    | 明洋交差点 / 終点 |

### 沿線
- 太平洋
- 田辺港
- 田辺市立田辺第一小学校
- 田辺市立田辺第三小学校
- 田辺市立明洋中学校
- 目良公園（田辺市立市民球場跡地に建設中）[2][3]